# 日本の醤油メーカー
日本の醤油メーカー（にほんのしょうゆメーカー）では、日本の醤油製造者を列挙する。

## 概要
醤油製造業は食品製造業に分類される業種であり、全国的な業界団体として日本醤油協会、全国醤油工業協同組合連合会、全国醤油醸造協議会が組織されている。また各都道府県にも協同組合がある。
2021年の都道府県別しょうゆ等出荷数量をみると、千葉県 37.80 %、兵庫県 15.62 % と、全体の半分以上をこの 2 県で占めている（全体の 10 % 以上出荷しているのはこの 2 県のみ）。かつては野田・銚子（共に千葉県）・龍野（兵庫県）・小豆島（香川県）・大野（石川県金沢市）が醤油の五大名産地といわれたが、現在では大野の生産量は少ない。
2021年時点で日本国内に 1,066 社の醤油メーカーがあるが毎年数 % ペースで減少している。 2021年時点で、大手メーカー 6 社で国内流通する醤油の約 60 % を生産し、準大手メーカー 9 社を合わせた 15 社で 77.2 % を生産しており、零細メーカーとの格差が著しい。

## 大手メーカー6社

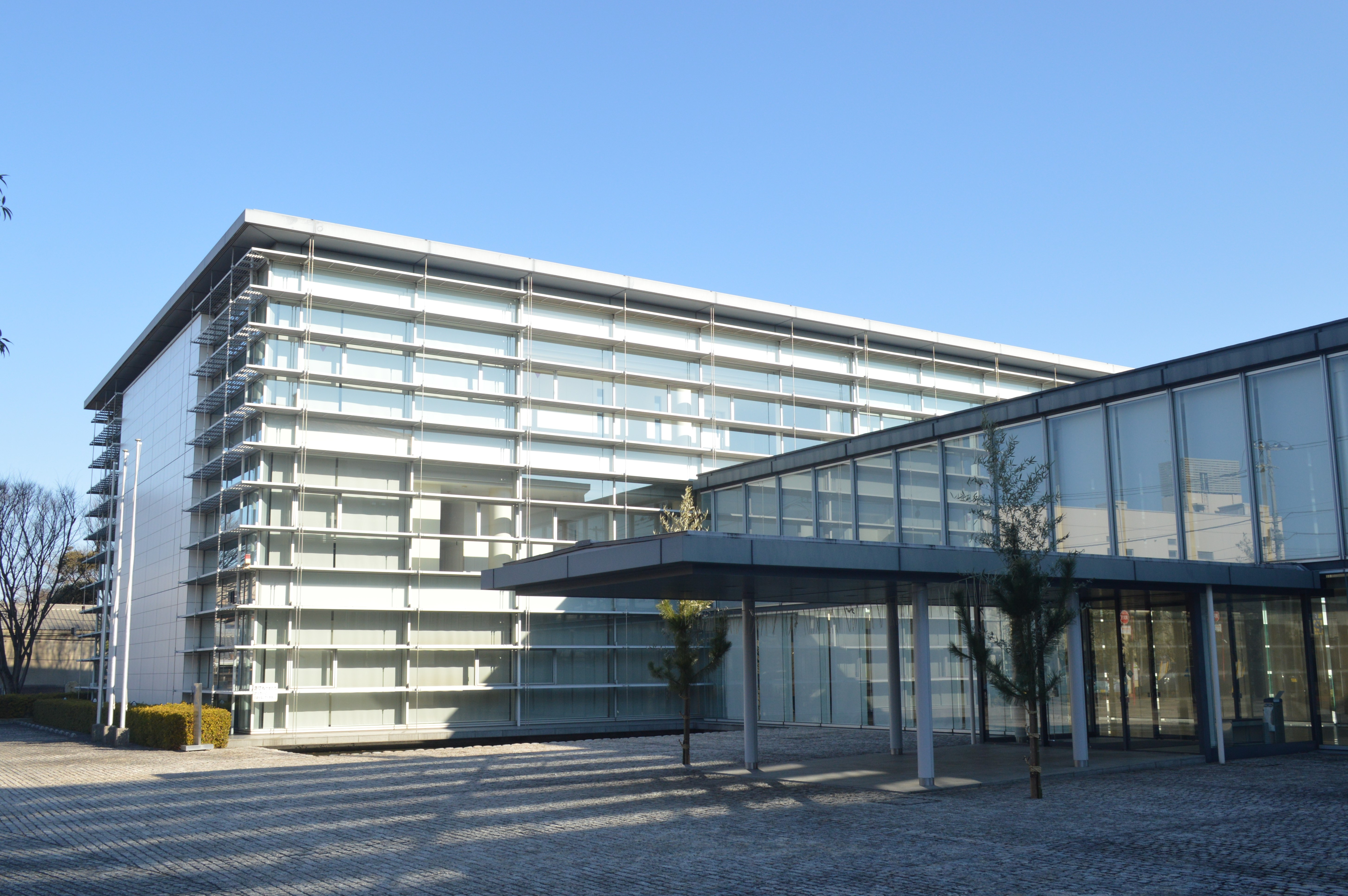
キッコーマン野田本社

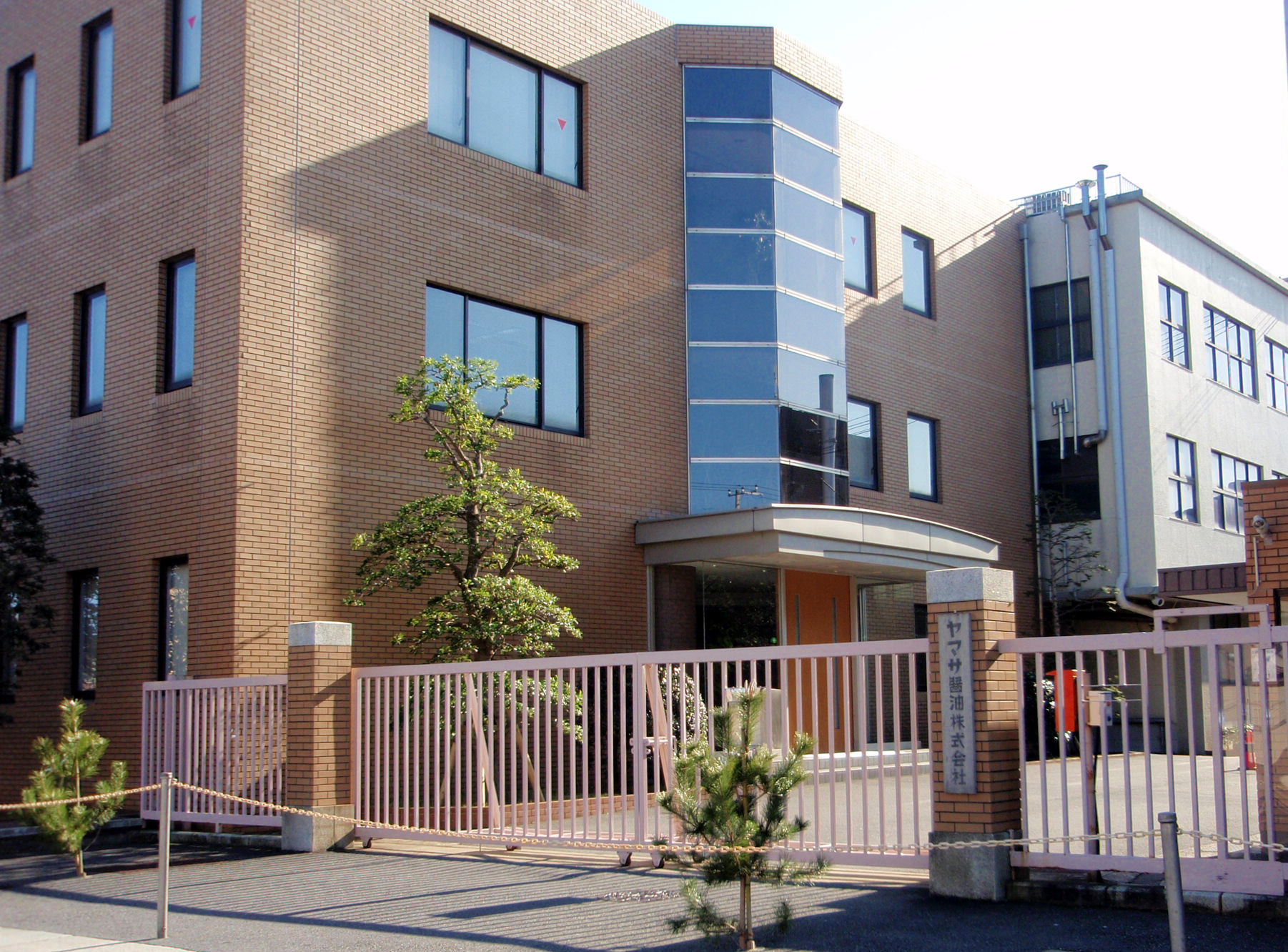
ヤマサ醤油本社

2020年時点で、大手メーカー 6 社で国内流通する醤油の約 60 % （特にキッコーマンとヤマサだけで約40％）を生産する。
- キッコーマン（千葉県野田市）[注釈 1] - 2018年時点の国内シェア 28.6 %[5]
- ヤマサ醤油（千葉県銚子市） - 2018年時点の国内シェア 11.7 %[5]
- 正田醤油（キッコーショウ）（群馬県館林市） - 2018年時点の国内シェア 6.5 %[5]
- ヒゲタ醤油（東京都中央区）[注釈 2] - 2018年時点の国内シェア 5.1 %[5]
- マルキン醤油[注釈 3]（香川県小豆郡小豆島町） - 2018年時点の国内シェア 4.0 %[5]
- ヒガシマル醤油（兵庫県たつの市） - 2018年時点の国内シェア 3.9 %[5]

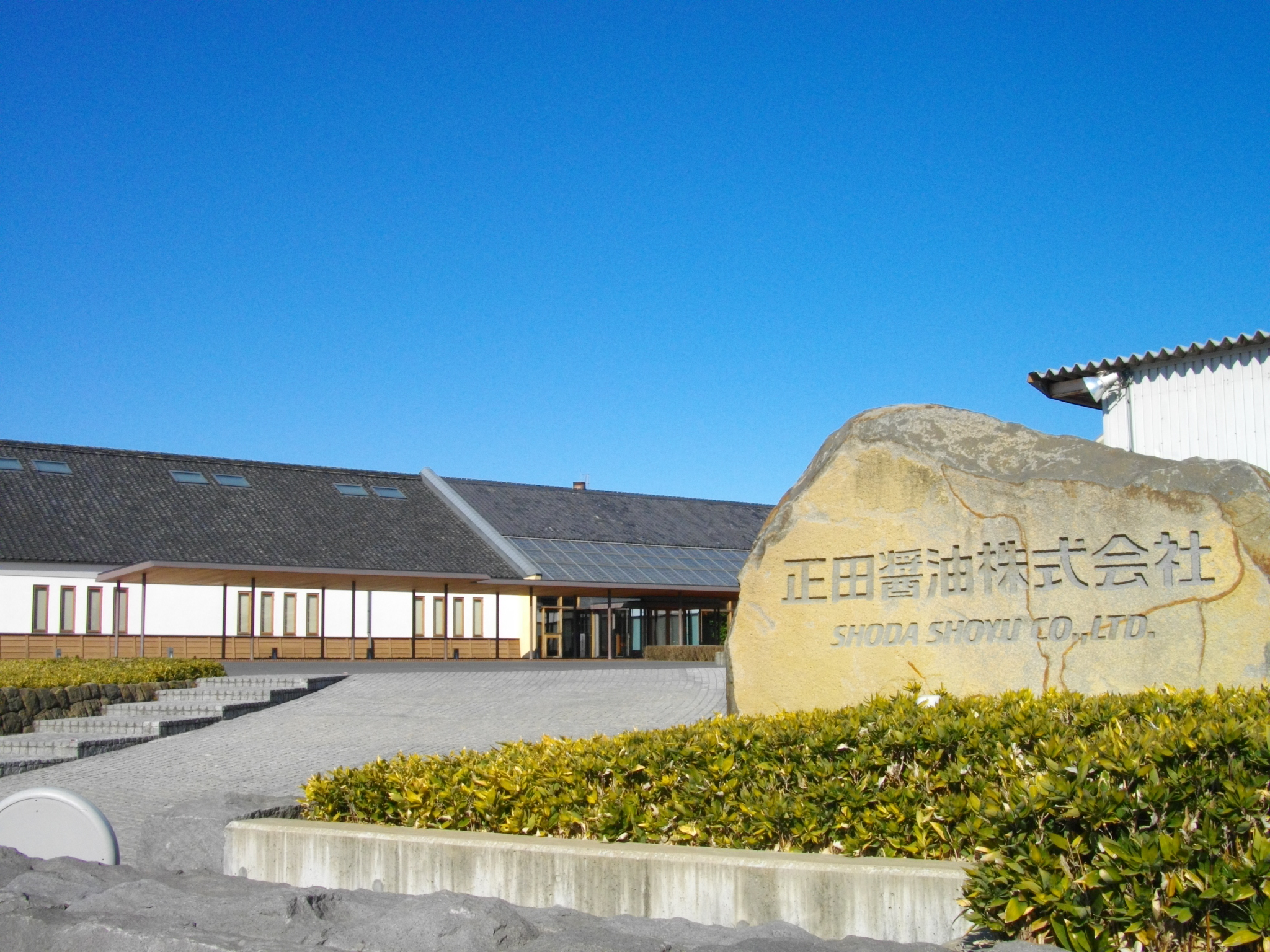
正田醤油本社
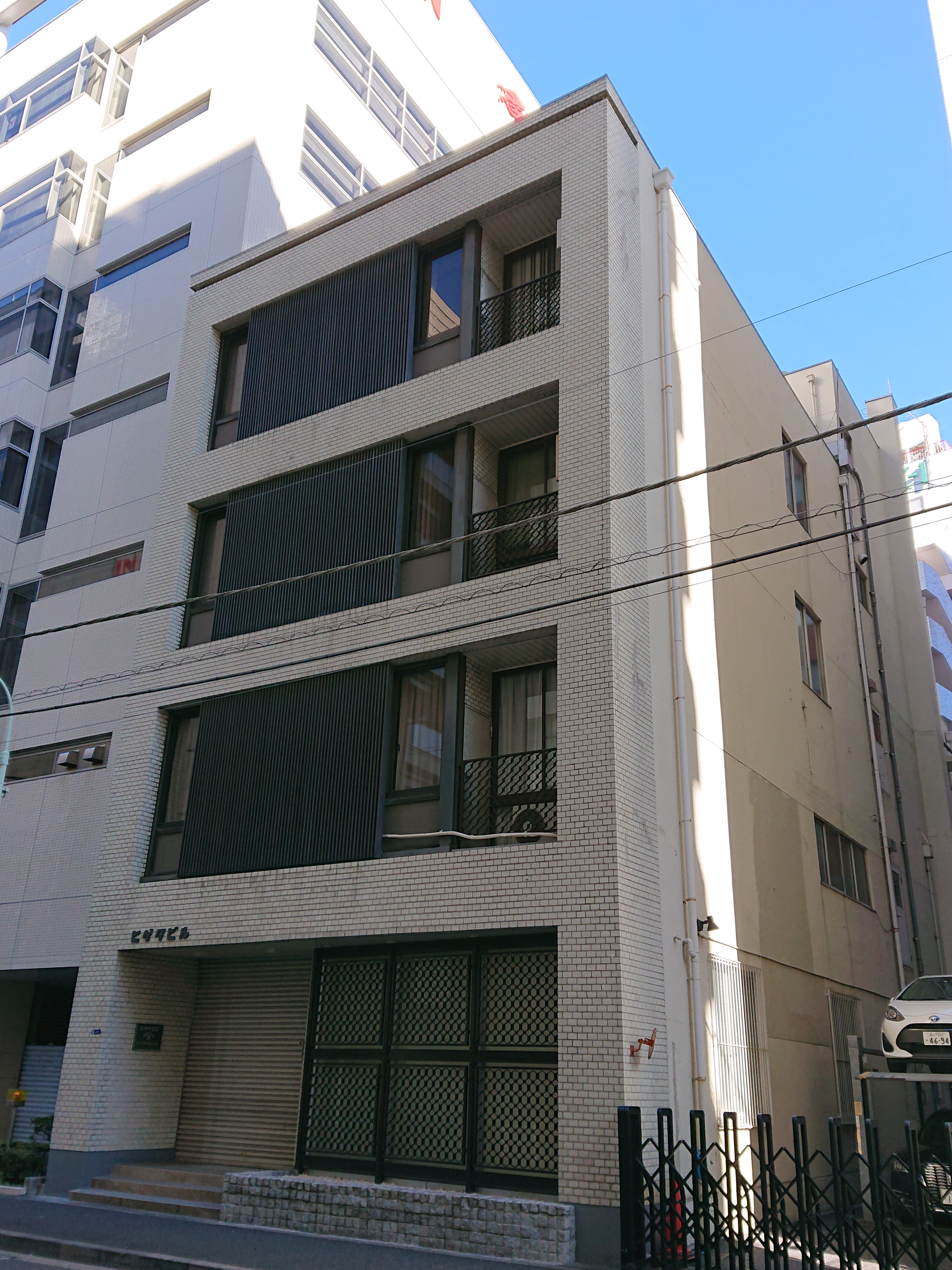
ヒゲタ醤油本社
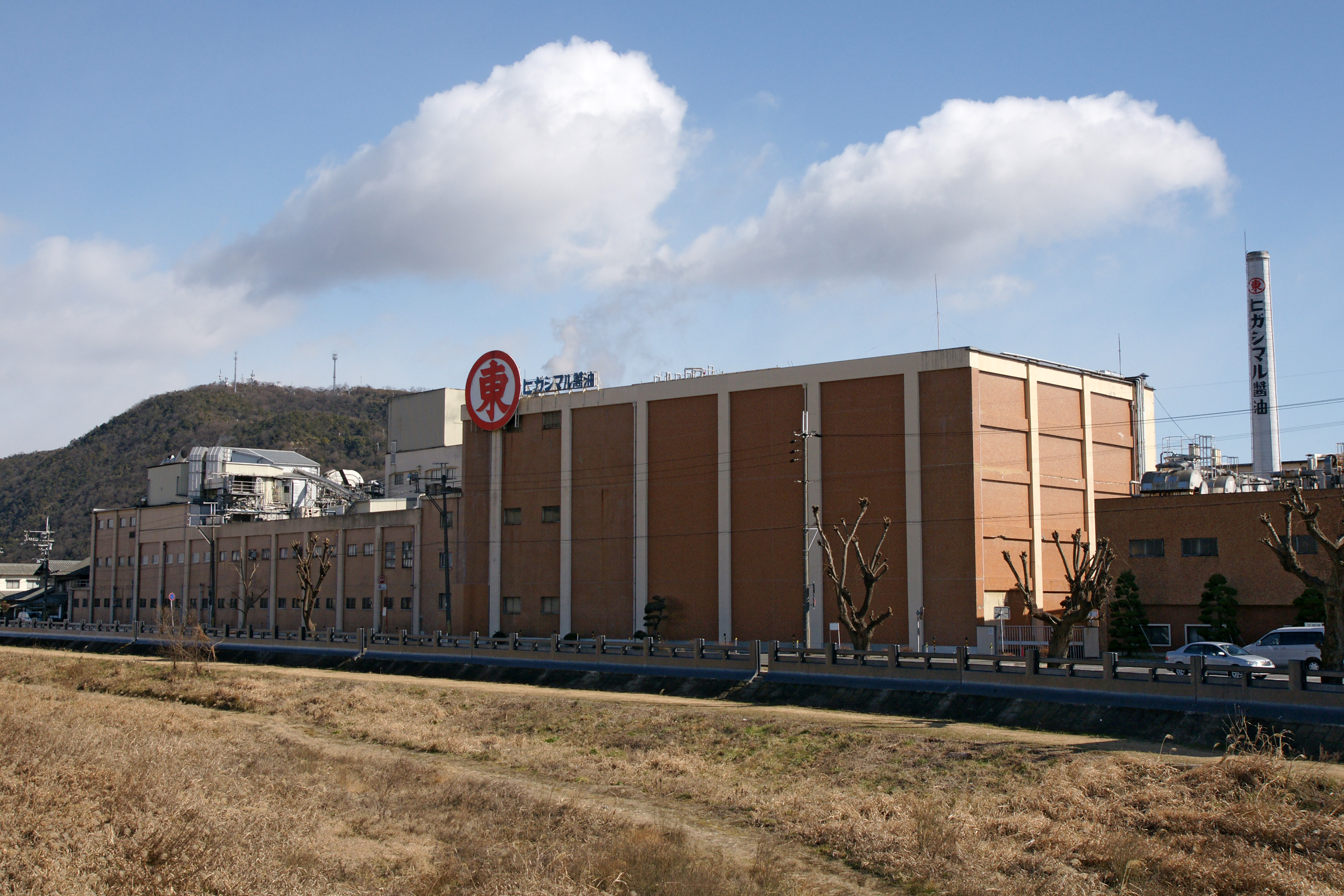
ヒガシマル醤油本社・第一工場

## 準大手メーカー9社
2021年時点で、準大手メーカー 9 社で国内流通する醤油の 17.0 % を生産している。
- イチビキ（愛知県名古屋市熱田区）
- ワダカン[注釈 4]（青森県十和田市）
- フンドーキン醤油（大分県臼杵市）
- ヤマモリ （三重県桑名市）
- 富士甚醤油（大分県臼杵市）
- 津軽味噌醤油（マルシチ）（青森県南津軽郡大鰐町）
- サンビシ[注釈 5]（愛知県豊橋市）
- 日本丸天醤油（兵庫県たつの市）
- キノエネ醤油（千葉県野田市）

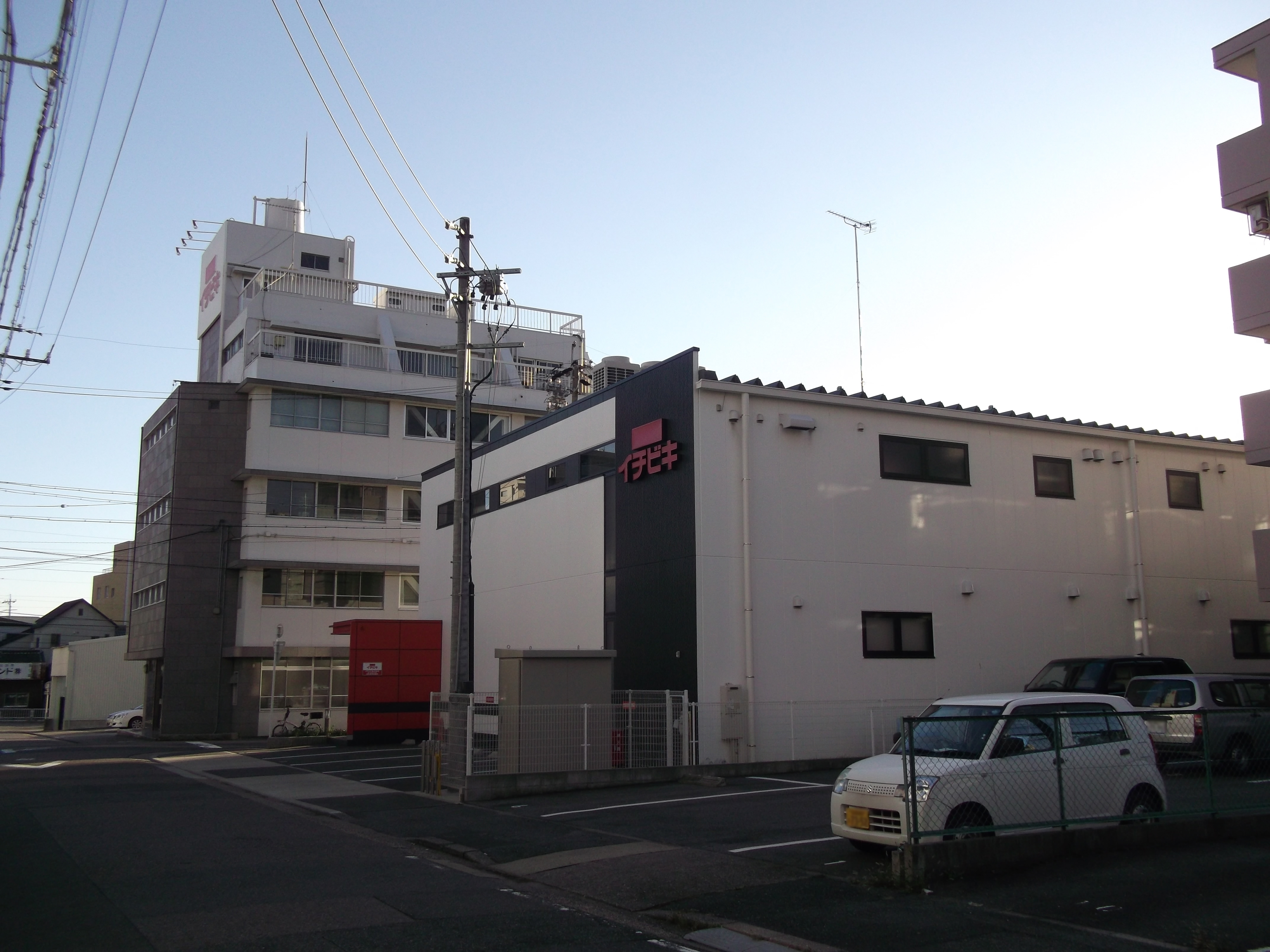
イチビキ
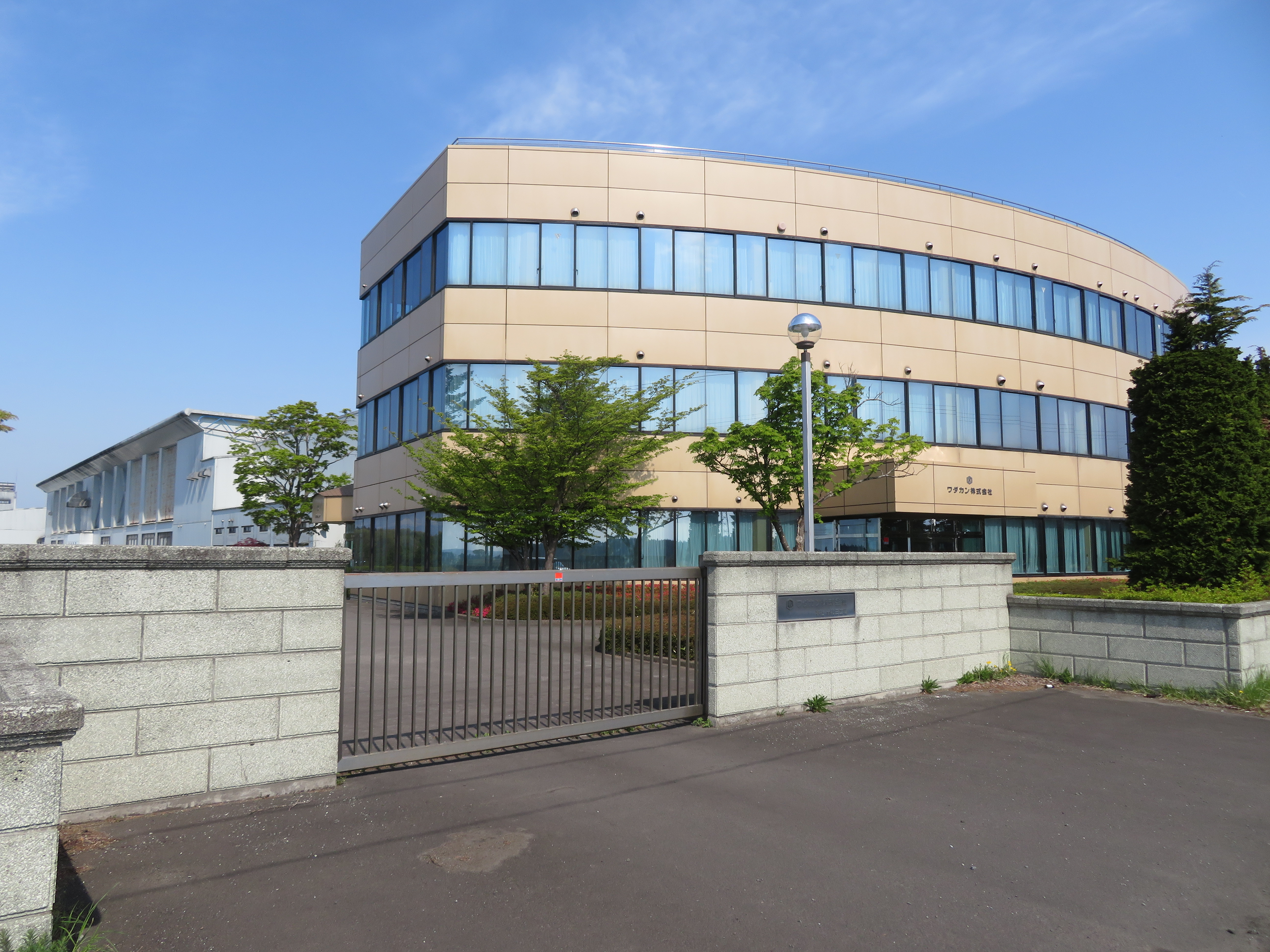
ワダカン
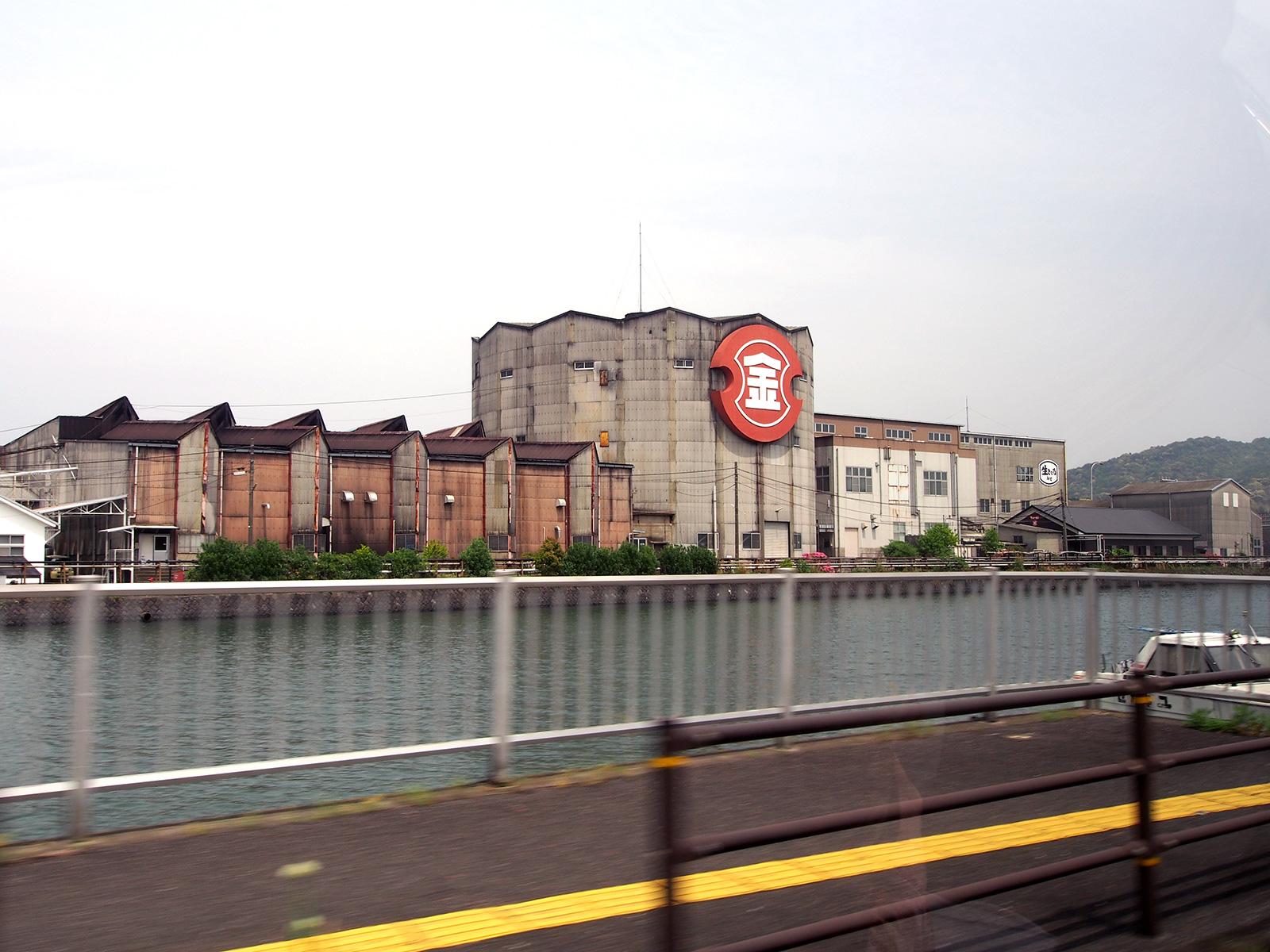
フンドーキン醤油
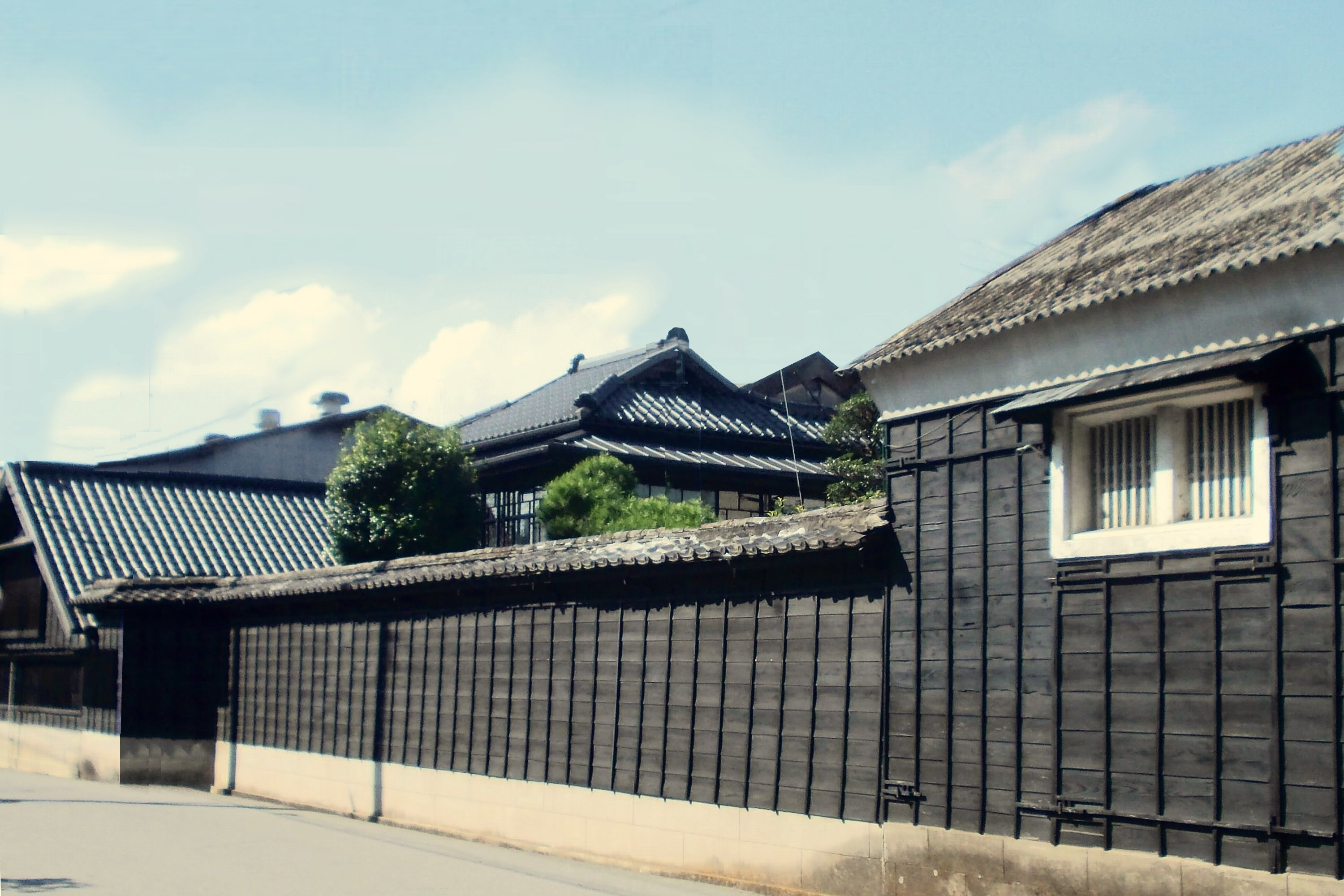
キノエネ醤油

## その他のメーカー

### 北海道地方

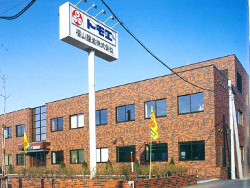
福山醸造（トモエ醤油）

北海道
- 福山醸造（トモエ醤油）（札幌市）
- 日本醤油工業（キッコーニホン）（旭川市）

### 東北地方
青森県
- 中村醸造元（カネカメ）（南津軽郡藤崎町）

岩手県
- 八木澤商店（陸前高田市）

宮城県
- 仙台味噌醤油（ジョウセン）（仙台市）
- 佐藤麹味噌醤油店（ヤマシゲ）（仙台市）
- 鎌田醤油（キッコートキワ）（遠田郡美里町）
- 海老喜商店（エビキ）（登米市）

秋田県
- 小玉醸造（ヤマキウ）（潟上市）
- 東北醤油（キッコーヒメ）（大仙市）
- 日南工業（キッコーナン）（にかほ市）
- 石孫本店（湯沢市）
- 高茂合名会社（ヤマモ味噌醤油醸造元）（湯沢市）
- 浅利佐助商店（福寿）（鹿角市）

山形県
- 丸十大屋（マルジュウ）（山形市）
- マルセン醤油（味の大名醤油）（天童市）
- ハナブサ醤油（庄内町）

福島県
- 玉鈴醤油（伊達市）
- 山形屋商店（相馬市）
- コマツ醤油（郡山市）
- 内池醸造（キッコーツル）（福島市）

### 関東地方
茨城県
- ヨネビシ醤油（常陸太田市）
- 立川醤油店（マンゴク醤油）（常陸太田市）
- 黒澤醤油店（富士仁）（ひたちなか市）
- 柴沼醤油（キッコーショウ）（土浦市）

群馬県
- 岡直三郎商店 (みどり市)
- 有田屋 (安中市)
- 田村方雄商店 (南牧村)
- 岡醤油醸造（ヒキソーイチ）（高崎市）

埼玉県
- 笛木醤油（比企郡川島町）金笛醤油
- 深井醤油（所沢市）ヤマホ醤油
- 松本醤油（川越市）
- ヤマキ醸造（児玉郡神川町）
- 弓削多醤油（坂戸市）

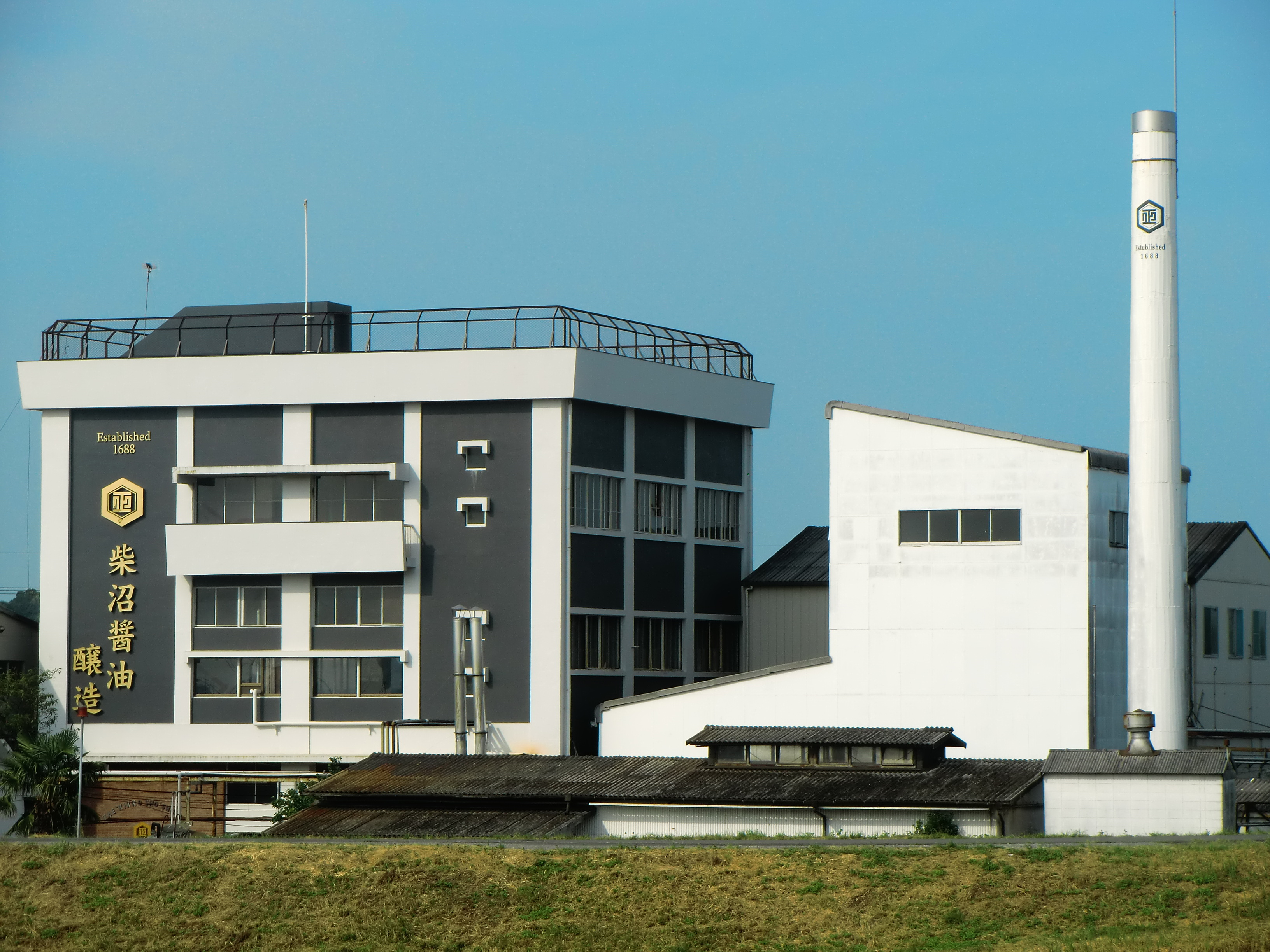
柴沼醤油（キッコーショウ）

- 繁田醤油（キッコーブ）（入間市） ‐ 発智庄平の実家・繁田家の「キッコー武醬油」の後身

千葉県
- 入正醤油 （香取郡東庄町）
- タイヘイ （匝瑳市）
- ちば醤油（香取市）-下総醤油
- 宮醤油店（富津市）
- 窪田味噌醤油（野田市）

東京都
- キッコーマス醤油（東村山市）※現在製造工場は千葉に移転した。
- 近藤醸造（キッコーゴ）（あきる野市）
- 岡直三郎商店（ホンタマ）（町田市）

神奈川県
- 横浜醤油（横浜市神奈川区）

### 中部地方
新潟県
- 菱山六醤油（新潟市）
- 五十嵐味噌醤油醸造（新潟市）
- 伊藤醤油味噌醸造元（阿賀野市）

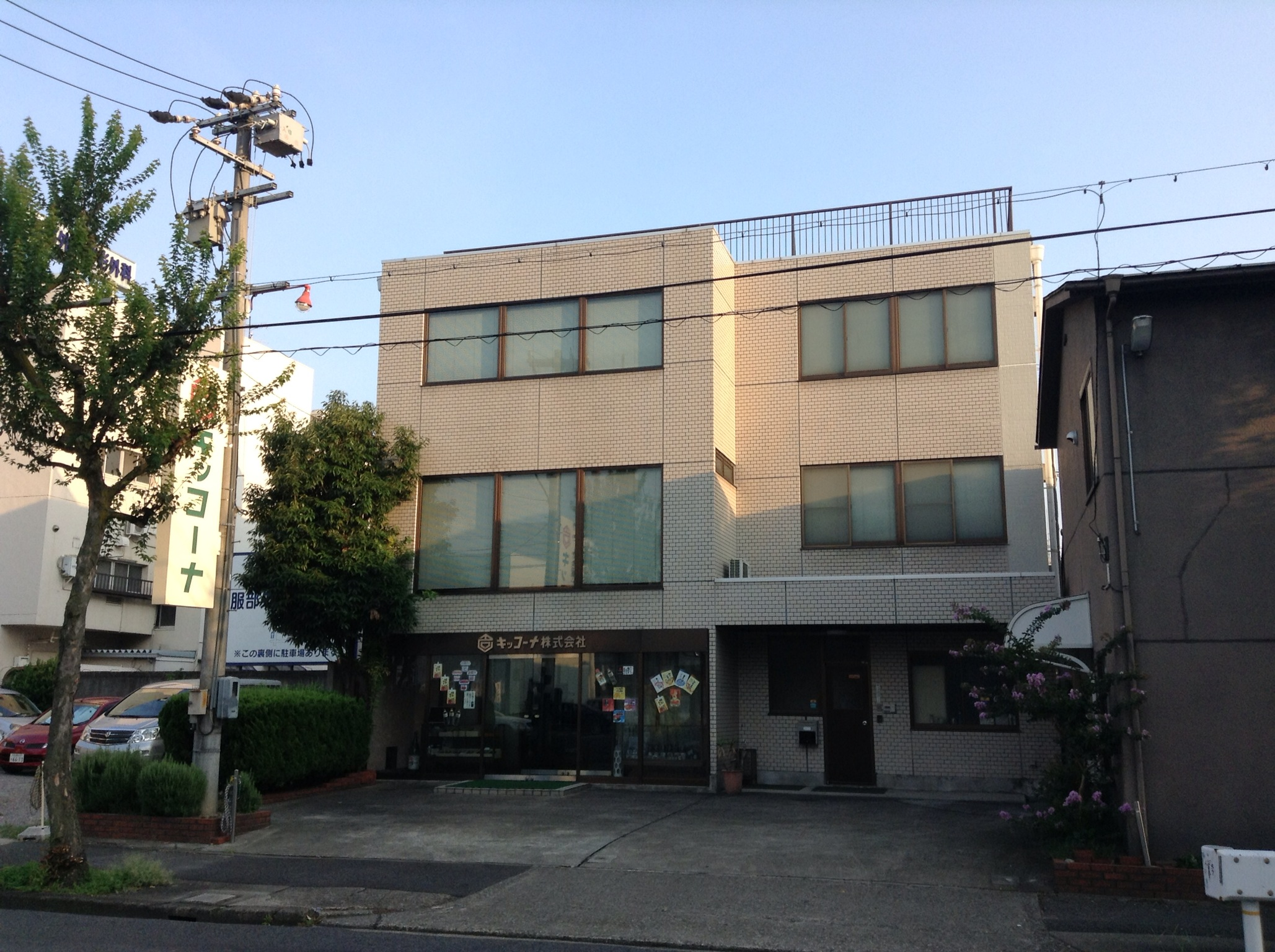
キッコーナ

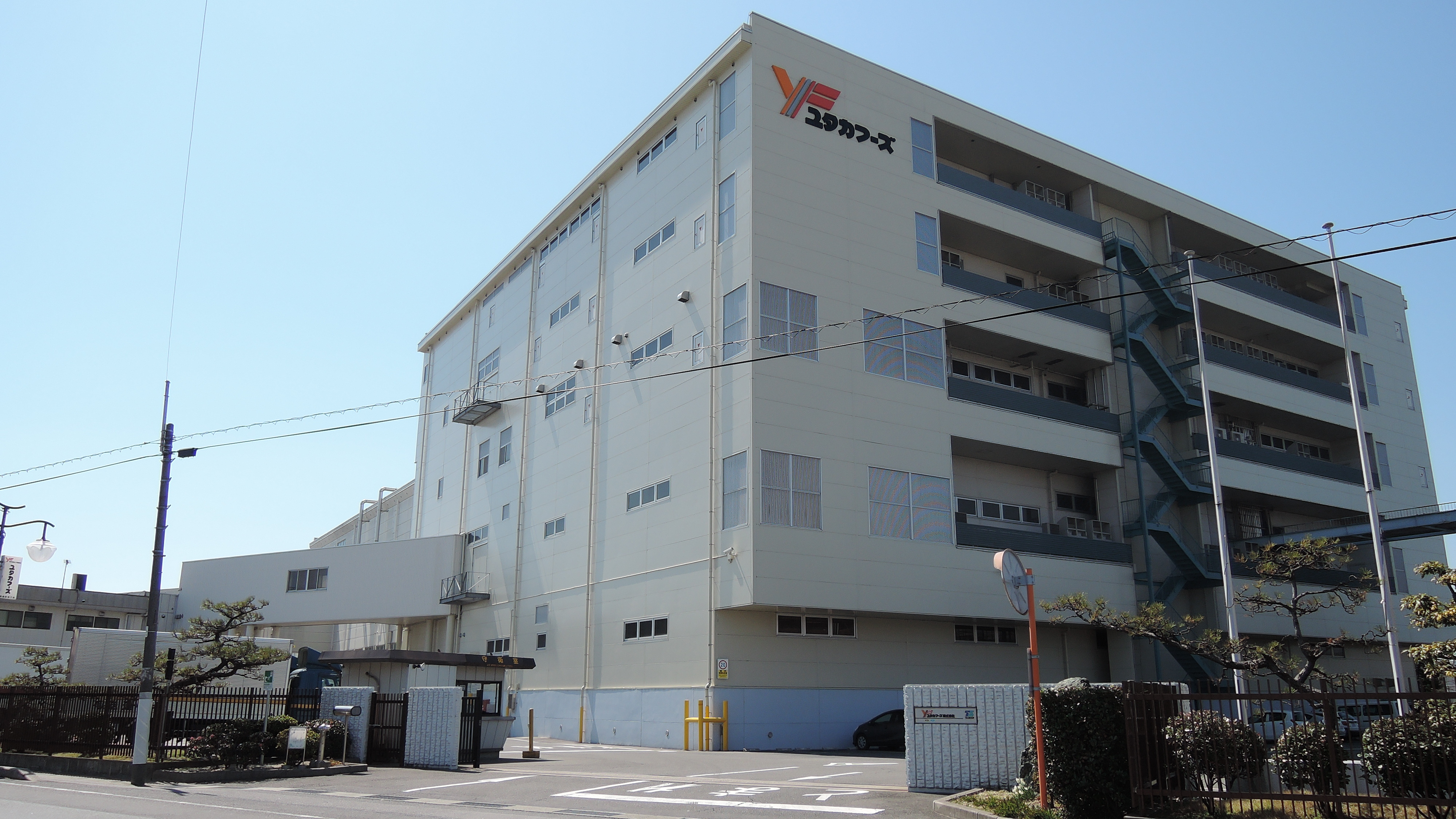
ユタカフーズ

- 新潟県醤油協業組合（キッコーシン）（長岡市）
- 名畑醤油店（佐渡市）
- 越のむらさき（長岡市）

富山県
- 西尾醤油店（キッコーマサ）（下新川郡入善町）
- 泉田醤油店[6]（黒部市）
- 飯田醤油 （中新川郡上市町）
- 飯澤醤油味噌（黒部市）
- 南日味噌醤油（富山市）
- マスイチ醸造（富山市）
- 片口屋（射水市）
- 中六醸造元（射水市）
- 山元醸造（ヤマゲン）（高岡市）
- トナミ醤油 （砺波市）
- 畑醸造 （小矢部市）
- 旭醤油味噌（小矢部市）
- 杉野味噌醤油（キッコースギ）（小矢部市）
- 城端醤油（キッコージョー）（南砺市）

石川県
- 直源醤油（金沢市）
- ヤマト醤油味噌（金沢市）
- 粟長醤油（カンチョウ）（金沢市）
- 鍋喜醤油（キッコーヤマナ）（金沢市）
- フジキン醤油（金沢市）
- 橋栄醤油みそ（まるは）（金沢市）
- 山本醤油（冨士菊）（加賀市）

福井県
- フク醤油（福井市）
- 室次（福井市）
- 山さきや（たま醤油）（福井市）
- 古村醤油味噌醸造元（ヒゲコ）（福井市）
- 山元菊丸商店（ヤマギク）（福井市）
- 岩尾醤油醸造元（ヂガミイワ醤油）（福井市）
- 相木屋商店（ヤマア）（鯖江市）

山梨県
- テンヨ武田（甲府市）

長野県
- マルヰ醤油（中野市）
- 豊科醤油（安曇野市）
- 丸山醸造（安曇野市）
- 丸正醸造（松本市）
- 大久保醸造店（松本市）
- 上嶋醤油醸造所（松本市）
- 伊那しょうゆ（駒ヶ根市）
- 松岡屋醸造所（飯田市）

静岡県
- 静岡醤油（静岡市）
- 鈴勝（焼津市）

愛知県
- 盛田[注釈 6]（名古屋市中区）
- キッコーナ（名古屋市）
- キッコウトミ（半田市）
- 日東醸造（碧南市）
- 七福醸造（碧南市）
- ユタカフーズ（知多郡武豊町）
- 丸又商店（知多郡武豊町）

岐阜県
- 山川醸造（岐阜市）
- 芋慶（岐阜市）
- 木戸屋醸造（大垣市）
- 関ケ原醸造（不破郡関ケ原町）
- 宇野醤油（安八郡神戸町）
- 綿重商店（安八郡神戸町）
- 大竹醤油醸造場（土岐市）
- マルコ醸造（恵那市）
- カクダイ大井醸造（恵那市）
- 松井屋商店（中津川市）
- 井上醸造（加茂郡八百津町）
- 大坪醤油（郡上市）
- 丸昌醸造場（郡上市）
- 今井醸造（下呂市）
- 日下部味噌醤油醸造（高山市）
- 大のや醸造（高山市）
- 船津醤油（飛騨市）

### 近畿地方
三重県
- サンジルシ醸造[注釈 7]（桑名市）
- 伊勢醤油本舗（松阪市）
- 下津醤油（津市）

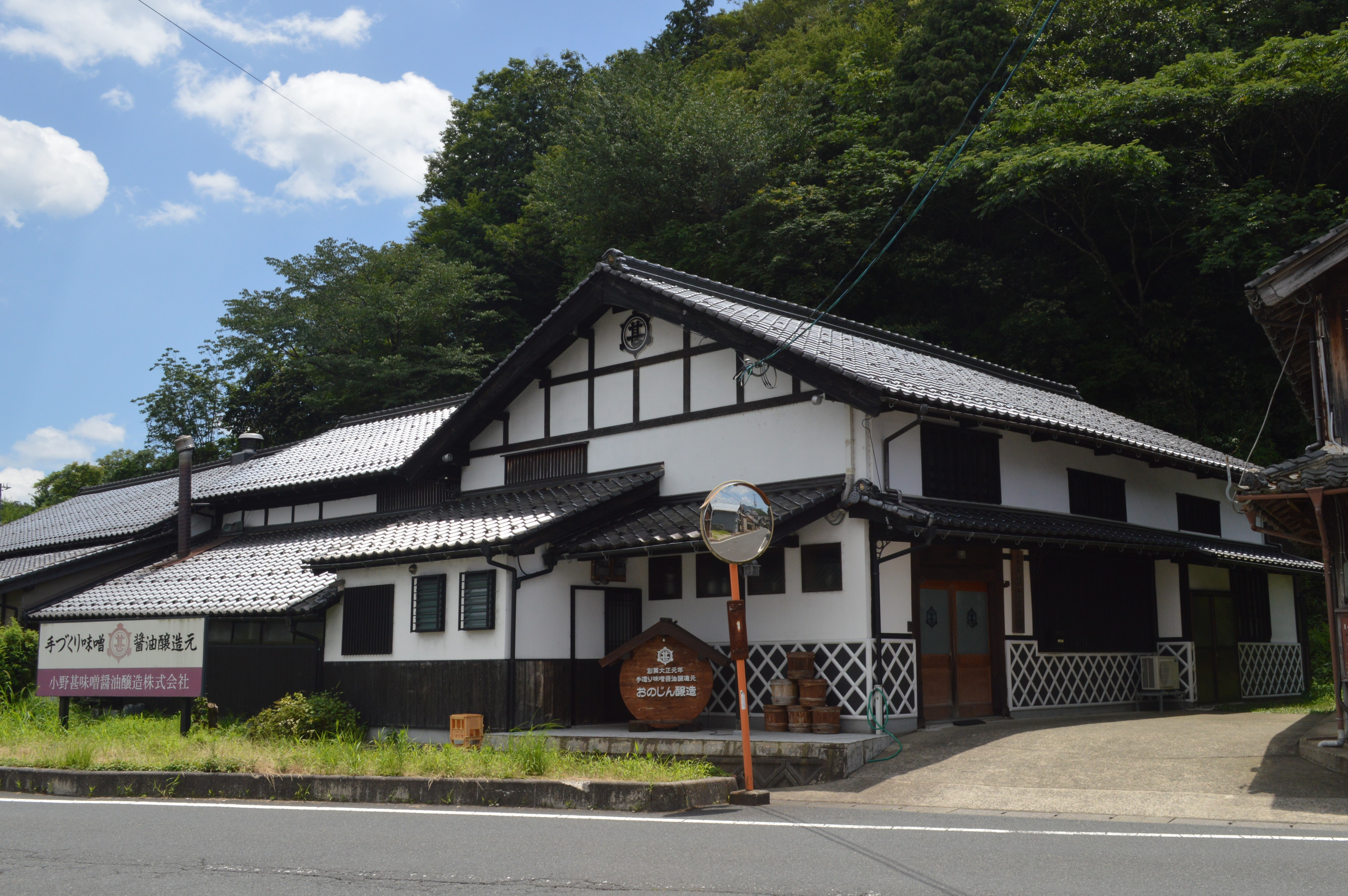
小野甚味噌醤油醸造

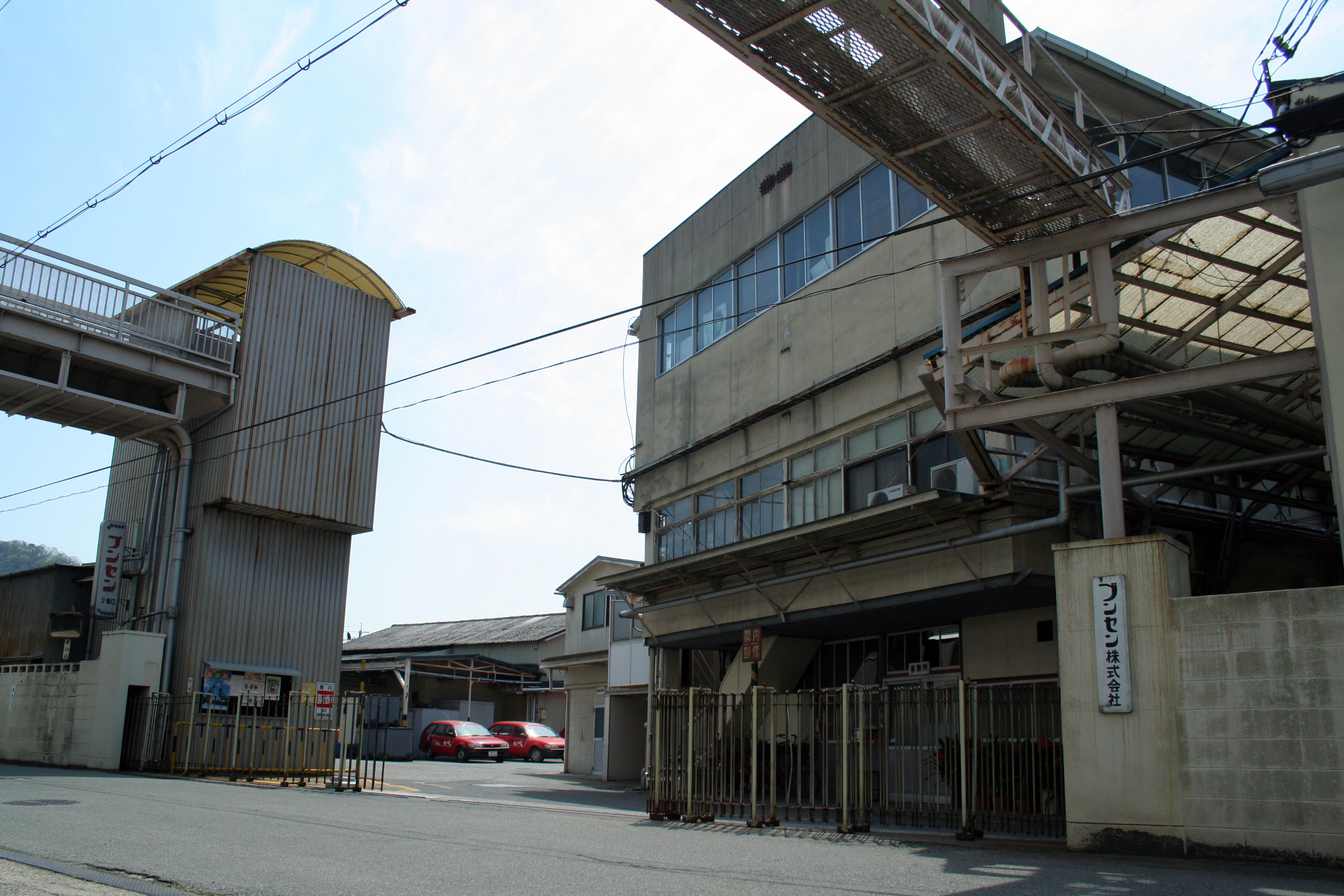
ブンセン

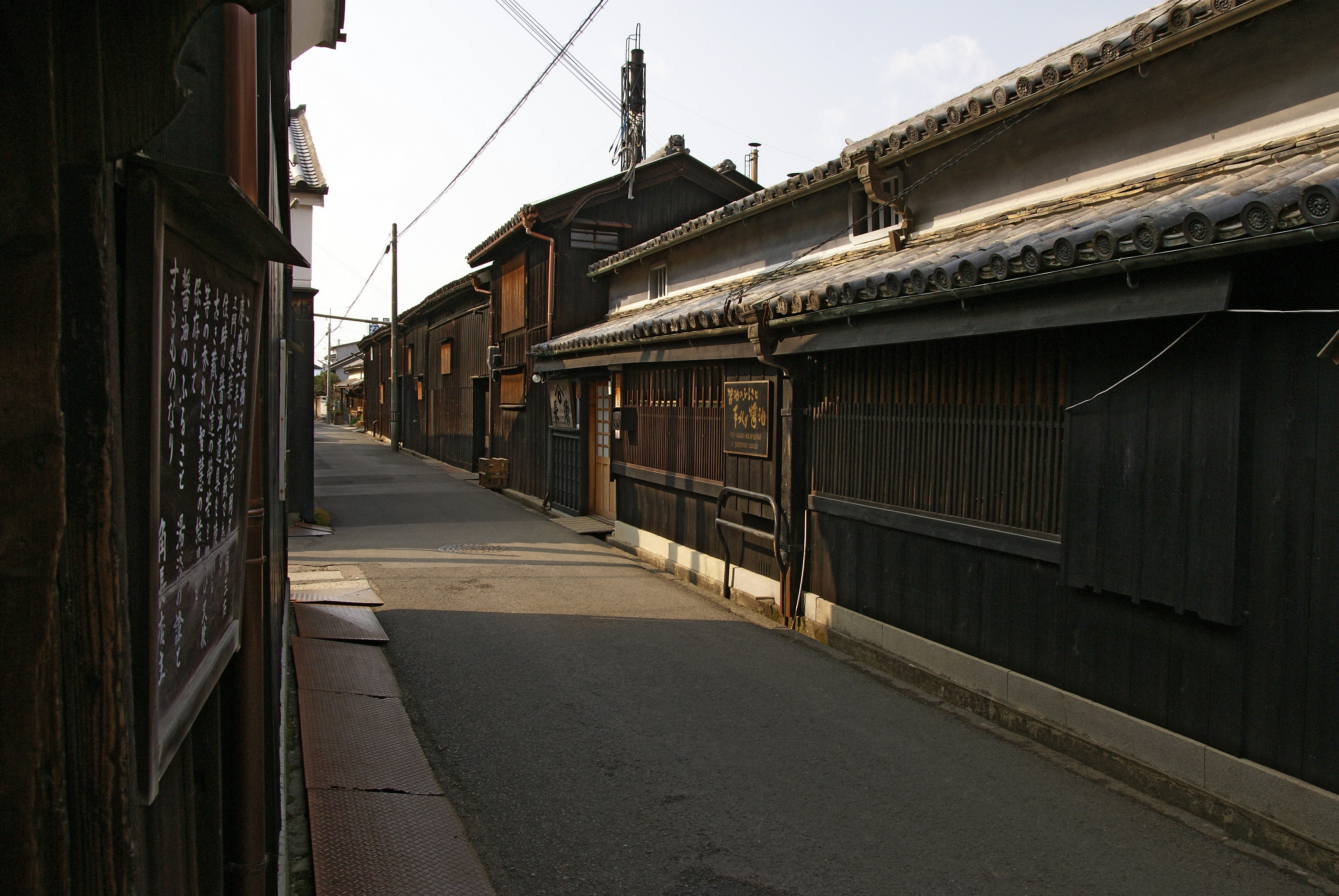
角長

- ミヱマン（合資会社西村商店）（度会郡玉城町）
- 伊賀越（伊賀市）
- 引本醤油（北牟婁郡紀北町）

滋賀県
- ヤマキ醤油 (米原市）
- 丸中醤油 (愛知郡愛荘町）

京都府
- 小野甚味噌醤油醸造（京丹後市）
- 澤井醤油本店（京都市）
- 小山醸造（京都市）
- 城戸平左衛門商店（京都市）
- 今井嘉兵衛商店（京都市）
- 松野醬油（京都市）
- いおり山荘（京都市）
- 一の蔵（京都市）
- 五光醤油（京都市）
- 竹岡醤油（亀岡市）
- 難波醤油醸造工場（亀岡市）
- タケモ（亀岡市）
- 丸五醤油醸造（宇治市）
- 清水醤油醸造元（宇治市）
- 桔梗屋醬油（京丹後市）

大阪府
- 大醤 (堺市）

兵庫県
- 末廣醤油（オオギイチ）（たつの市）
- ブンセン（たつの市）
- ヤマイ醤油（たつの市）
- 矢木醤油（たつの市）
- カネヰ醤油（たつの市）
- 龍野協同醤油(たつの市)
- 坪田醤油醸造所(たつの市)
- 足立醸造(多可郡多可町)
- 大徳醤油(養父市)
- 中野醸造(養父市)
- ヒガシマル醬油(たつの市)

奈良県
- ニシキ醤油（生駒郡斑鳩町）
- 喜多醤油（大和郡山市）
- 今中醤油（生駒郡三郷町）
- 向出商店（奈良市）
- 井上本店（奈良市）
- 新瀬醤油醸造場（山辺郡山添村）
- 片上醤油（御所市）
- 恒岡醤油醸造本店（橿原市今井町）
- 徳星醤油醸造場（高市郡明日香村）
- ナカコ将油（五條市）
- 大門醤油醸造（桜井市）
- 吉備醤油（桜井市）
- 梅谷醸造元（吉野郡吉野町）
- 尾上醤油店（吉野郡吉野町）
- 森谷醤油醸造場（吉野郡吉野町）
- 吉野醤油醸造場（吉野郡吉野町）
- 土佐治醤油醸造場（吉野郡下市町）
- 黒川醤油製造場（宇陀市）
- 富永醤油醸造場（宇陀市）
- 相馬醤油醸造場（宇陀市）

和歌山県
- 角長（有田郡湯浅町）
- 小原久吉商店（有田郡湯浅町）
- 湯浅醤油有限会社（和歌山県有田郡湯浅町）…丸新本家の子会社。
- 久保田醤油醸造場（蔵元：有田郡湯浅町/店舗：日高郡広川町）
- 堀河屋野村（三ツ星醤油）（御坊市）
- 野尻醤油醸造元（御坊市）
- カネイワ醤油本店（有田郡有田川町）
- 則岡醤油醸造元（かねしん）（有田市）
- 檜屋（天狗しょうゆ）（由良町）
- 藤野醤油醸造元（東牟婁郡那智勝浦町）

### 中国地方
鳥取県
- 楠城屋商店（キッコーナン）（鳥取市）
- 山崎醸造本舗（イナサ）（鳥取市）
- 新醤油醸造場（マルア）（鳥取市）
- 三善（鳥取市）

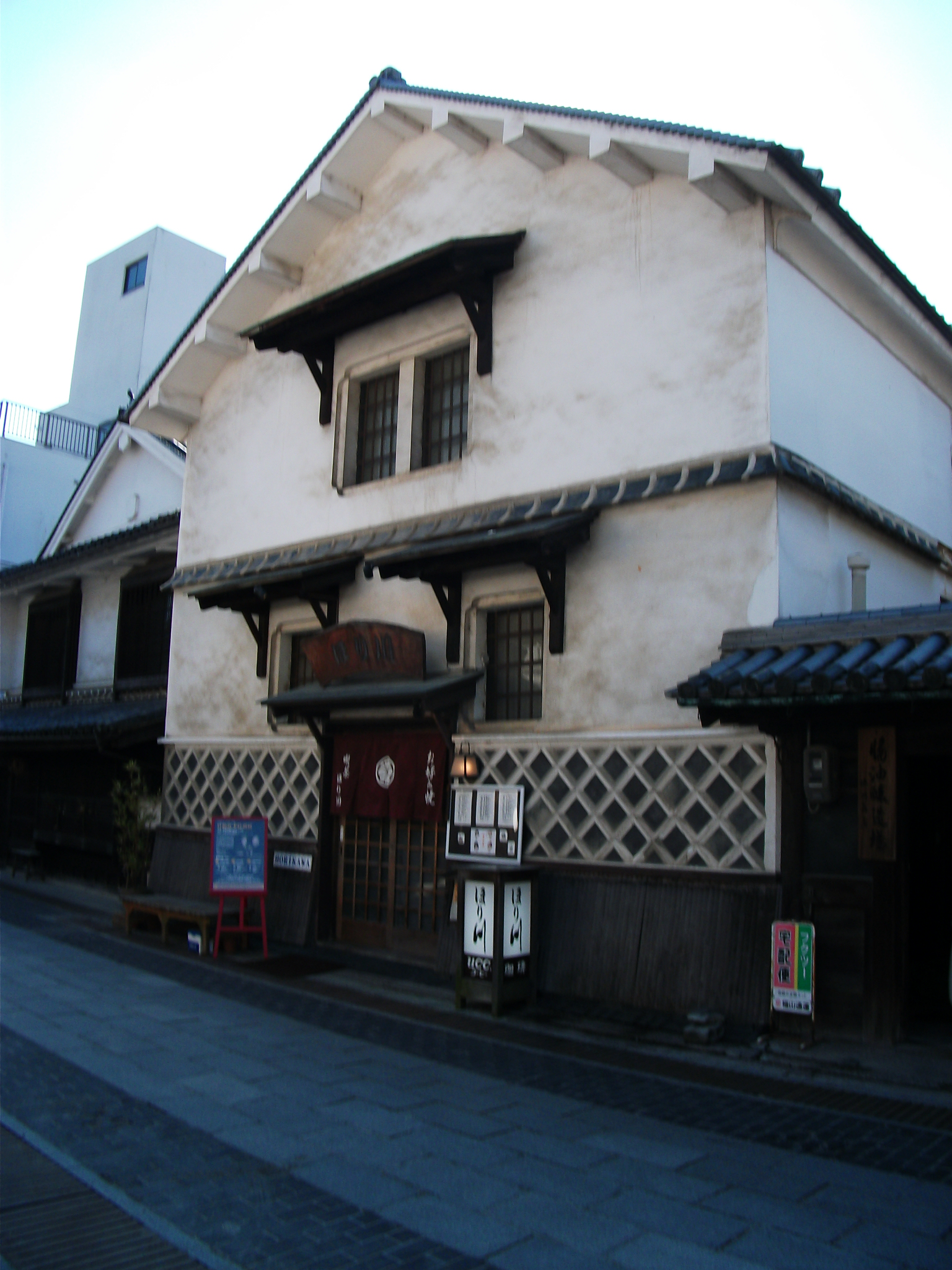
ほり川

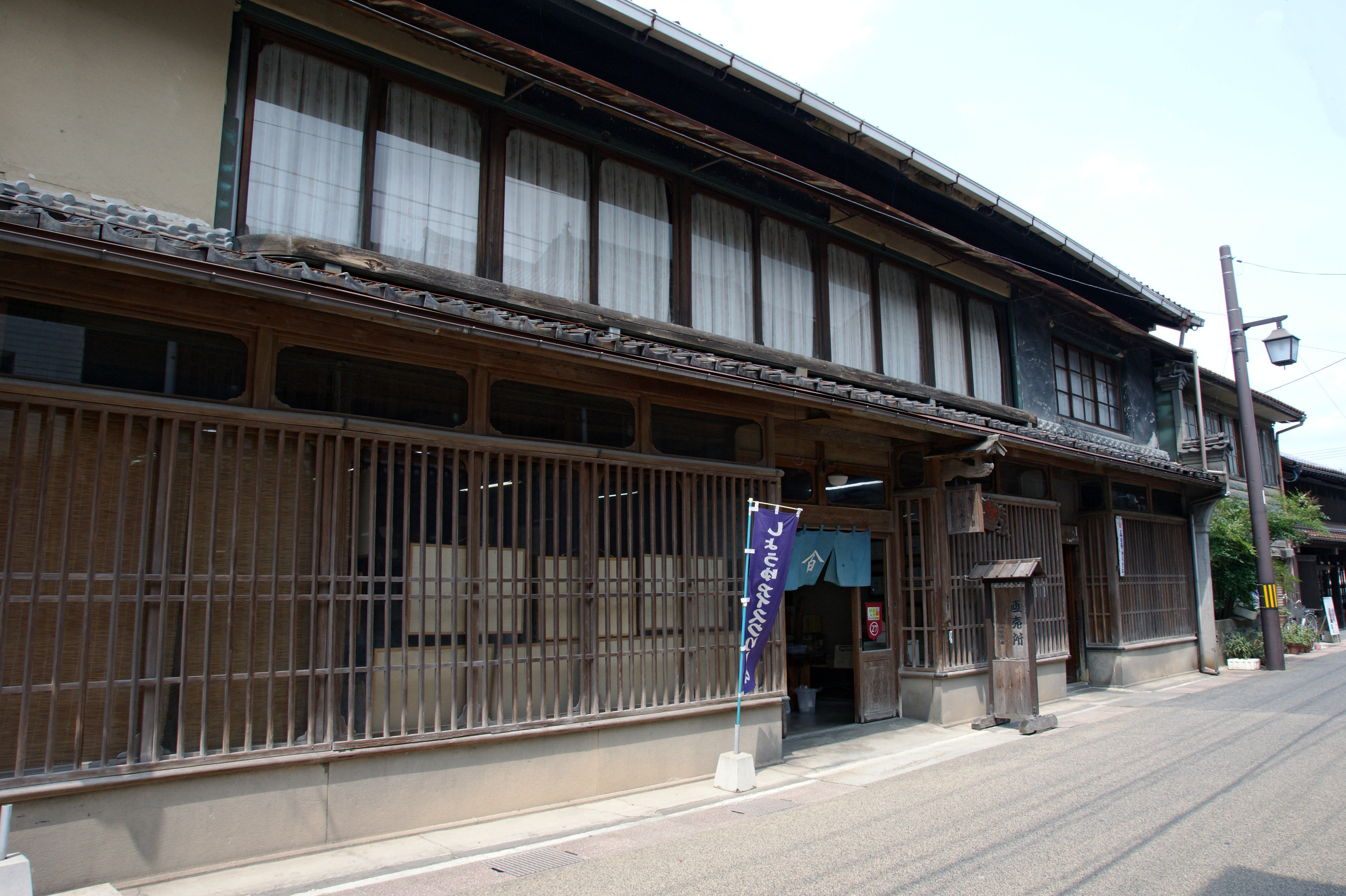
桑田醤油醸造所

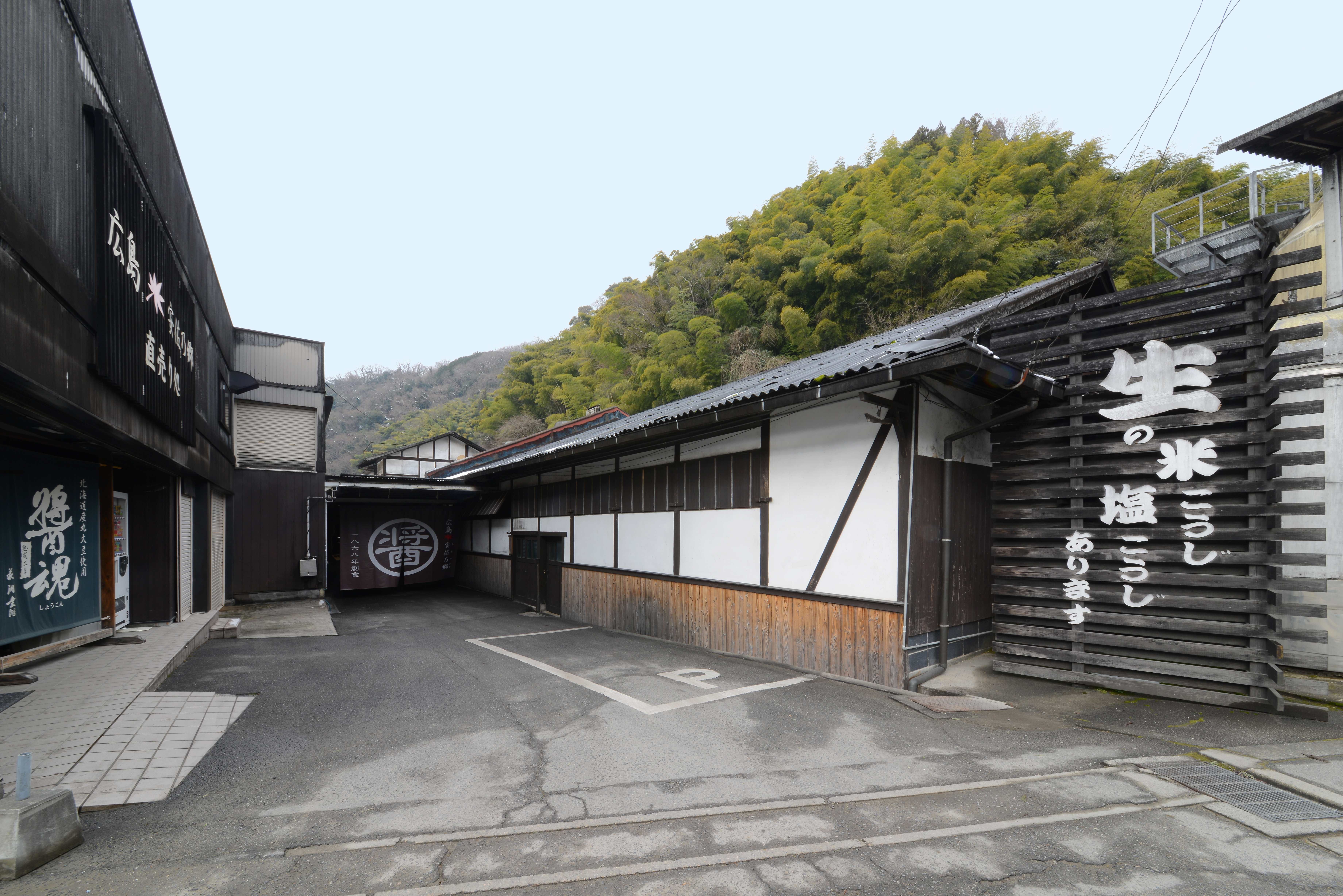
ユーメン醤油

- ヒシクラ（倉吉市） - 2024年1月に自主廃業を決定[7]
- 宝福一（倉吉市）
- 桑田醤油醸造場（ヤマシロ）（倉吉市）
- 須山醤油（マルス）（米子市）
- 岩田醤油醸造場（マルマン）（岩美郡岩美町）
- 中原醤油店（東伯郡湯梨浜町）
- 杉川商店（ミマス）（東伯郡琴浦町）
- 桶谷醤油（東伯郡琴浦町）
- 田村商店（たまる）（西伯郡伯耆町）
- 堀田本店（マルアイ）（日野郡日野町）

島根県
- 北國（ホッコク、かぎさ※2008年坂口合名会社（鳥取県米子市）より商標を譲り受ける）（松江市）
- 安本産業（やすもと醤油）（松江市）
- 津和野開発（大仲屋本店）（鹿足郡津和野町）

岡山県
- 丸米醤油（倉敷市）
- とら醤油（倉敷市）
- アサムラサキ（笠岡市。本社は広島県福山市）

広島県
- 寺岡有機醸造（福山市）
- 広島醤油（廿日市市）
- ほり川（竹原市）
- 川中醤油（広島市安佐南区）
- ユーメン醤油（広島市安佐北区）

山口県
- ミヨシノ醤油（萩市）
- シマヤ（周南市）
- 佐川醤油店（柳井市）
- 一馬本店（防府市）
- 加藤味噌醤油醸造場（マルカ）（下関市）

### 四国地方

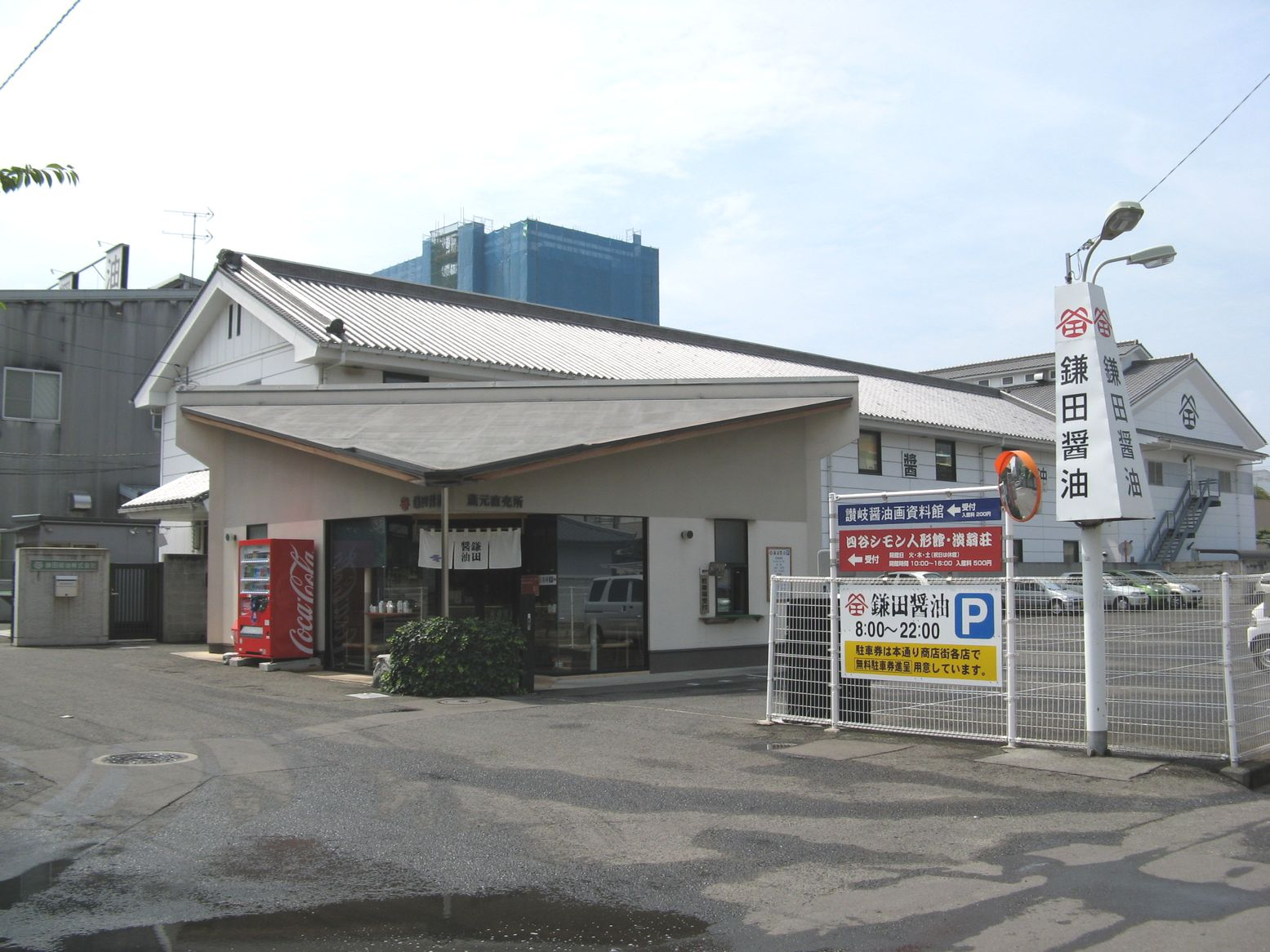
鎌田醤油

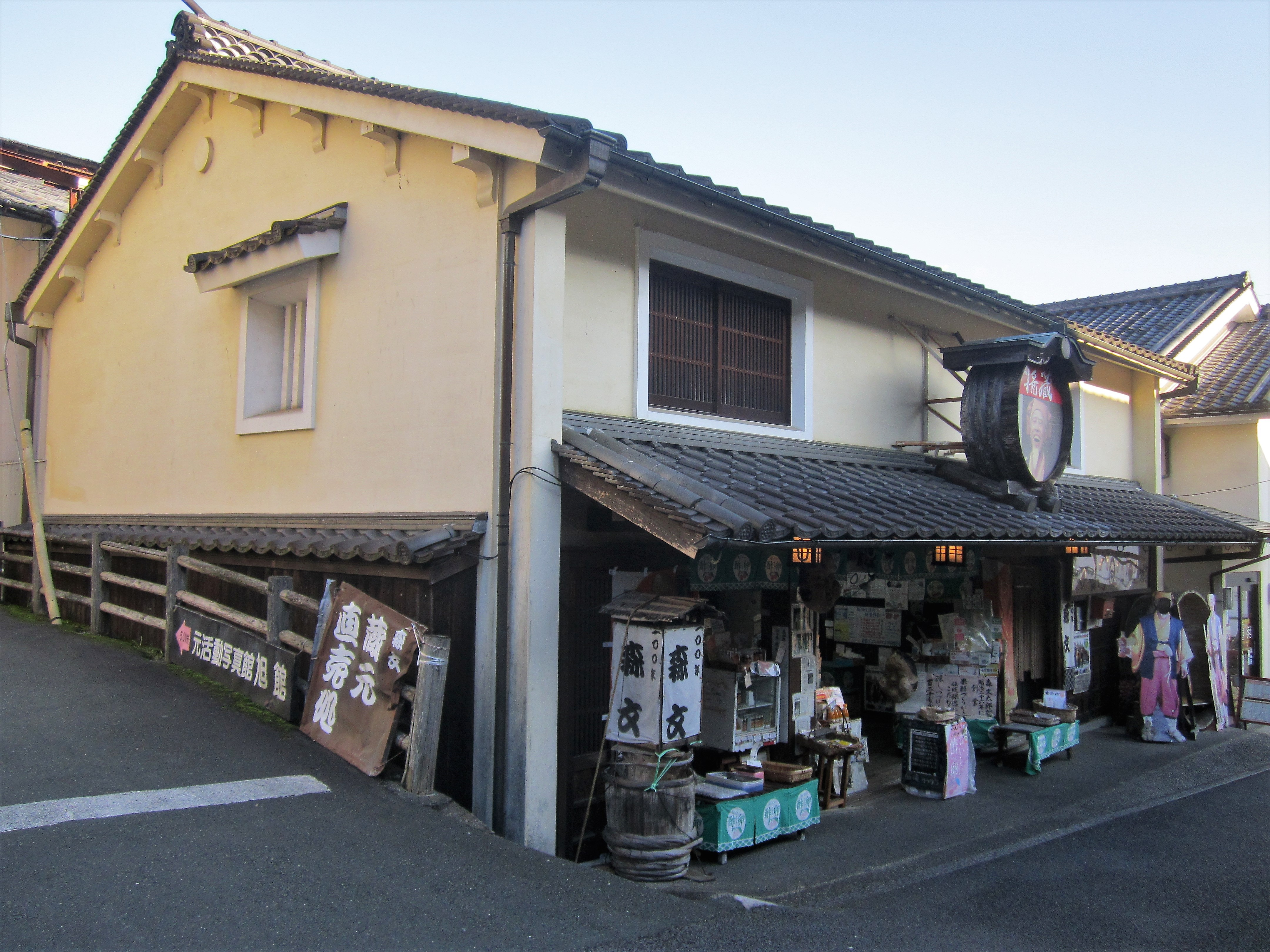
森文醸造

徳島県
- 加賀屋醤油[注釈 8]（イチミツボシ）（名西郡石井町）

香川県
- 左海醤油工業（小豆郡小豆島町）
- 正金醤油（小豆郡小豆島町）
- 金両（小豆郡小豆島町）
- ヤマロク醤油（小豆郡小豆島町）
- タケサン（小豆郡小豆島）
- 高橋商店（小豆郡小豆島）
- ヤマヒサ（小豆郡小豆島）
- 丸島醤油（小豆郡小豆島町）
- 鎌田醤油（坂出市）
- 丸尾醸造所（仲多度郡琴平町）
- かめびし（東かがわ市）
- 元屋醤油（さぬき市）
- 丸福醤油（観音寺市）

高知県
- 畠中醤油（香南市）
- 丸共味噌醤油（須崎市）
- マルサ醤油（四万十市）
- マルバン醤油（四万十市）

愛媛県
- 村要本店（松山市）
- 矢野味噌（マルウチしょうゆ）（大洲市）
- 森文醸造（喜多郡内子町）

### 九州・沖縄地方
福岡県
- ニビシ醤油（古賀市）
- モロフジ醤油 (北九州市)
- 紫埜（ムラサキノ）（飯塚市）
- ナカマル醤油（宗像市）
- マルヨシ醤油（宗像市）

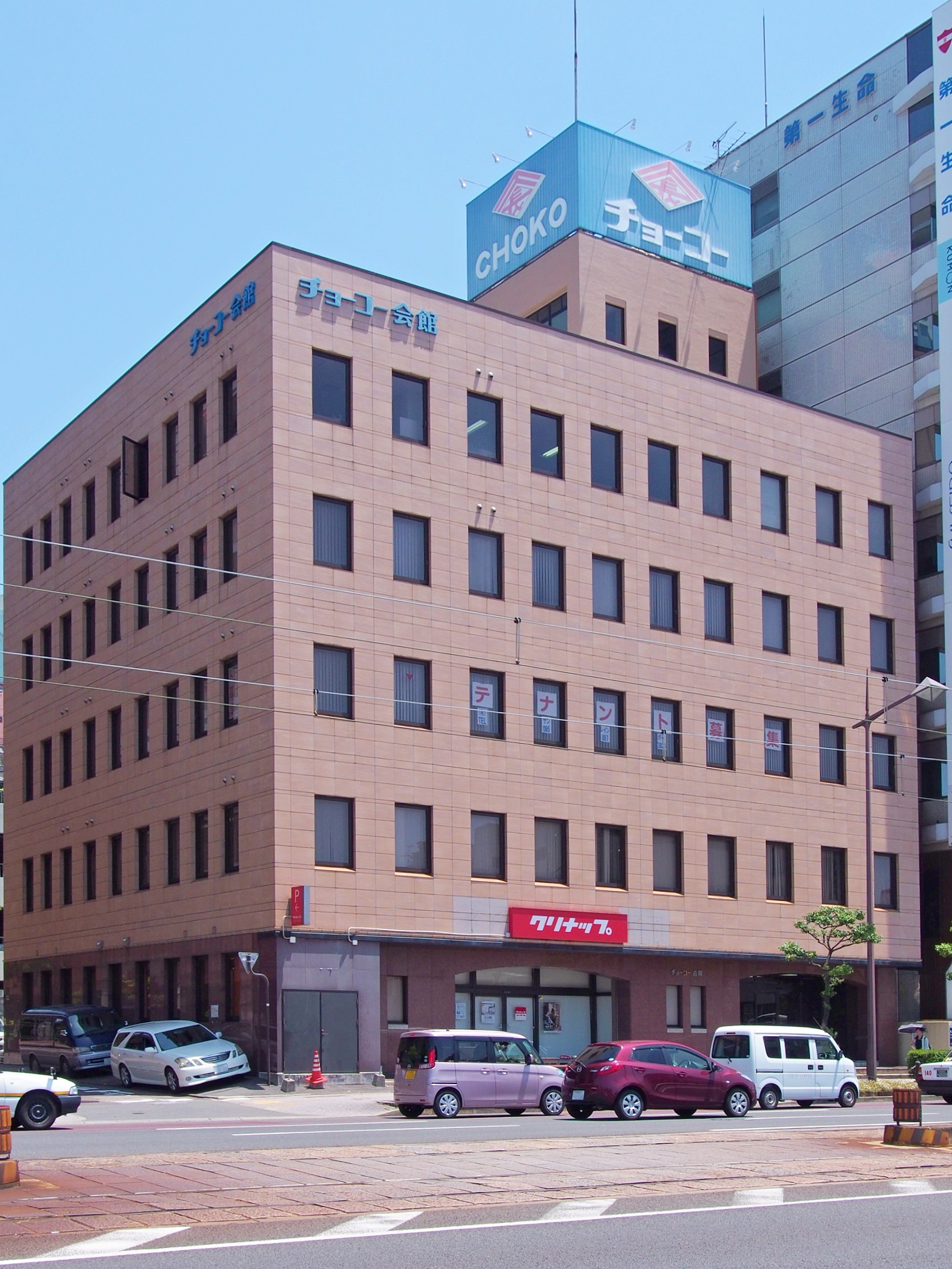
チョーコー醤油

- くばらコーポレーション（糟屋郡久山町）久原醤油
- ジョーキュウ醤油 (福岡市)
- 塚本醤油本店（久留米市）
- クルメキッコー（久留米市）
- キッコーツル醤油（久留米市）
- まる昌醤油醸造元（八女市）
- マルヱ醤油（みやま市）
- 芙蓉醤油醸造元（ホシツネふよう）（直方市）
- アサヒ醸造（柳川市）
- ヤマニ醤油（北九州市門司区）
- ごとう醤油（北九州市八幡東区）
- ヒノヤマ醤油（北九州市八幡西区）
- ミツル醤油醸造元（糸島市）
- ゑびす醤油（筑紫野市）
- ヤママルしょうゆ（筑紫野市）
- 太田屋醤油店（カクダイ醤油）（太宰府市）

佐賀県
- 宮島醤油（唐津市）
- 佐星醤油（佐賀市）

長崎県
- マルヤマ醤油[8]（旧北松浦郡鹿町町）
- チョーコー醤油（長崎市）
- ヤマト醤油味噌製造販売（山中商店）（雲仙市）
- 塚原食品本舗（島原市）
- キッコータ醤油（平戸市）
- 岩野上醤油醸造場（キッコーイワ）（平戸市）

熊本県
- フンドーダイ五葉（熊本市北区）
- ホシサン（熊本市北区）
- 濱田醤油（熊本市西区）
- 瑞鷹（マスダイ）（熊本市南区）
- 松合食品（ヤマア醤油）（宇城市松合）
- 山内本店（菊池郡菊陽町）
- 七福醤油店（阿蘇郡小国町）

大分県
- マルマタしょう油（日田市）
- 竹茂本店（日田市）
- まるはら（日田市）
- カニ醤油（臼杵市）
- フジヨシ醤油（カトレア醤油）（別府市）

宮崎県
- ヤマエ食品工業（ヤマエ醤油）（都城市）
- 早川しょうゆみそ株式会社（都城市）
- 宮田本店（ミヤタしょう油）（日南市）

鹿児島県
- 横山味噌醤油醸造店（かねよ）（鹿児島市）
- 吉永醸造（鹿児島市）
- キンコー醤油（鹿児島市）
- 迫醸造店（出光）（鹿児島市）
- 上原産業（ヤマガミ）（南九州市）
- 吉村醸造（サクラカネヨ）（いちき串木野市）
- 小川醸造（マルコ）（出水郡長島町）

沖縄県
- 赤マルソウ（糸満市）

## 過去あった醤油メーカー
- 日本醤油醸造（1907年-1910年）-著名発明家の名前で鳴り物入りで設立された株式会社であったが、製造法特許が偽物であり、醤油の品質不正が発覚して倒産し、そのことが長く語り継がれた。